# Direct Line International Championships 1995
Direct Line International Championships 1995 — жіночий тенісний турнір, що проходив на кортах з трав'яним покриттям Devonshire Park Lawn Tennis Club в Істборні (Англія). Належав до турнірів 2-ї категорії в рамках Туру WTA 1995. Відбувсь удвадцятьперше і тривав з 19 червня до 25 червня 1995 року.

## Фінальна частина

### Одиночний розряд
Наталі Тозья —  Чанда Рубін 3–6, 6–0, 7–5
- Для Тозья це був єдиний титул в одиночному розряді за сезон і третій - за кар'єру.[1]

### Парний розряд
Яна Новотна /  Аранча Санчес Вікаріо —  Джиджі Фернандес /  Наташа Звєрєва 0–6, 6–3, 6–4
- Для Новотної це був 5-й титул в парному розряді за сезон і 55-й — за кар'єру.[2] Для Санчес Вікаріо це був 4-й титул в парному розряді за сезон і 38-й — за кар'єру.[3]